# Авидий Касий
Гай Авидий Касий (на латински: Gaius Avidius Cassius; * 130, Кирос; † юли 175) e римски узурпатор, който през 175 г. за малко време владее Египет и Сирия.

## Биография
Син е на Гай Авидий Хелиодор, по произход от Селевкидите и префект на Египет, и на Юния Касия Александра, дъщеря на Гай Юлий Александър Беренициан (принц на Киликия) и на Касия Лепида.
Касий е приет в римския сенат по времето на Антонин Пий и прави кариера във войската. През юли 161 г. e легат на Дунав в провинция Долна Мизия.
През 162 г. е оперативен командир, легат на III Галски легион, при император Марк Аврелий, в избухналата Партска война. През 165 г. той марширува до Ефрат. През май 166 г. е суфектконсул. През 166 г. е управител на Сирия и се запознава добре с император Луций Вер и съпругата му Луцила. През 172 г. потушава бунта на буколите в Египет.
Според Дион Касий и Historia Augusta, Фаустина Млада влиза в контакт с Авидий Касий и му предлага да се омъжи за него, когато съпругът ѝ Марк Аврелий умре и му обещава, че ще му помогне да стане император.
През 175 г. Касий е обявен за римски император, след преждевременното съобщение за смъртта на Марк Аврелий. Когато Марк Аврелий подготвя война с него, управителят на Кападокия Мартий Вер, остава верен на Марк Аврелий. След три месеца Касий е убит от един центурион.

## Семейство
Авидий Касий е женен за Волузия Ветия Мециана (135 – 175), дъщеря на Луций Волузий Мециан и има децата:
- Авидий Хелиодор
- Авидий Мециан
- Авидия Александрия
- Волузия Лаодика (* ок. 165), омъжена за Квинт Тиней Сакердот (консул 219 г.)